# Moch Cohuó
Moch Cohuó är en ort i Mexiko.   Den ligger i kommunen Champotón och delstaten Campeche, i den östra delen av landet, 900 km öster om huvudstaden Mexico City. Moch Cohuó ligger 49 meter över havet och antalet invånare är 114.
Terrängen runt Moch Cohuó är platt. Runt Moch Cohuó är det glesbefolkat, med 11 invånare per kvadratkilometer. Närmaste större samhälle är Carlos Salinas de Gortari, 17,0 km norr om Moch Cohuó. I omgivningarna runt Moch Cohuó växer i huvudsak städsegrön lövskog.